# キャピタル・シアター

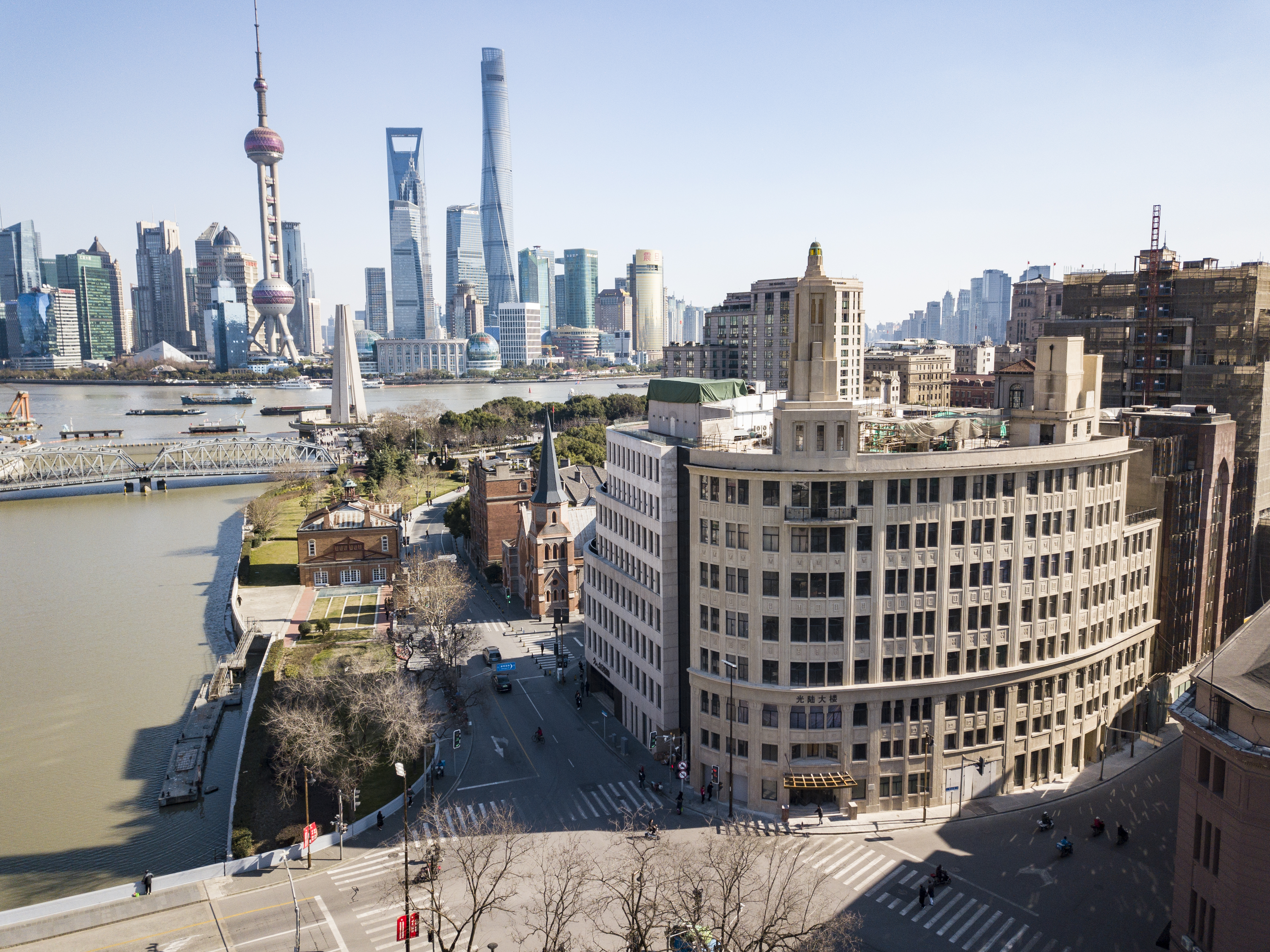
キャピタル・シアター

キャピタル・シアター（Capitol Theatre）、中国語名は光陸大楼（シャムーン・ビル）、は上海市黄浦区虎丘路146号にある建築である。
この建築は1928年に竣工し、低層部は映画館の光陸大戯院、高層部はオフィスとマンションだった。上海初の高層ビルの中に入居する映画館であり、そのチケット料金もほかの映画館よりも高かった。1941年、キャピタル・シアターが中華電影公司に接収され、文化電影院に改名された。1945年、在上海米軍クラブがこの建物に入居した。キャピタル・シアターは1994年に上海市優秀歴史建築に入選した。